# Gubernia grodzieńska

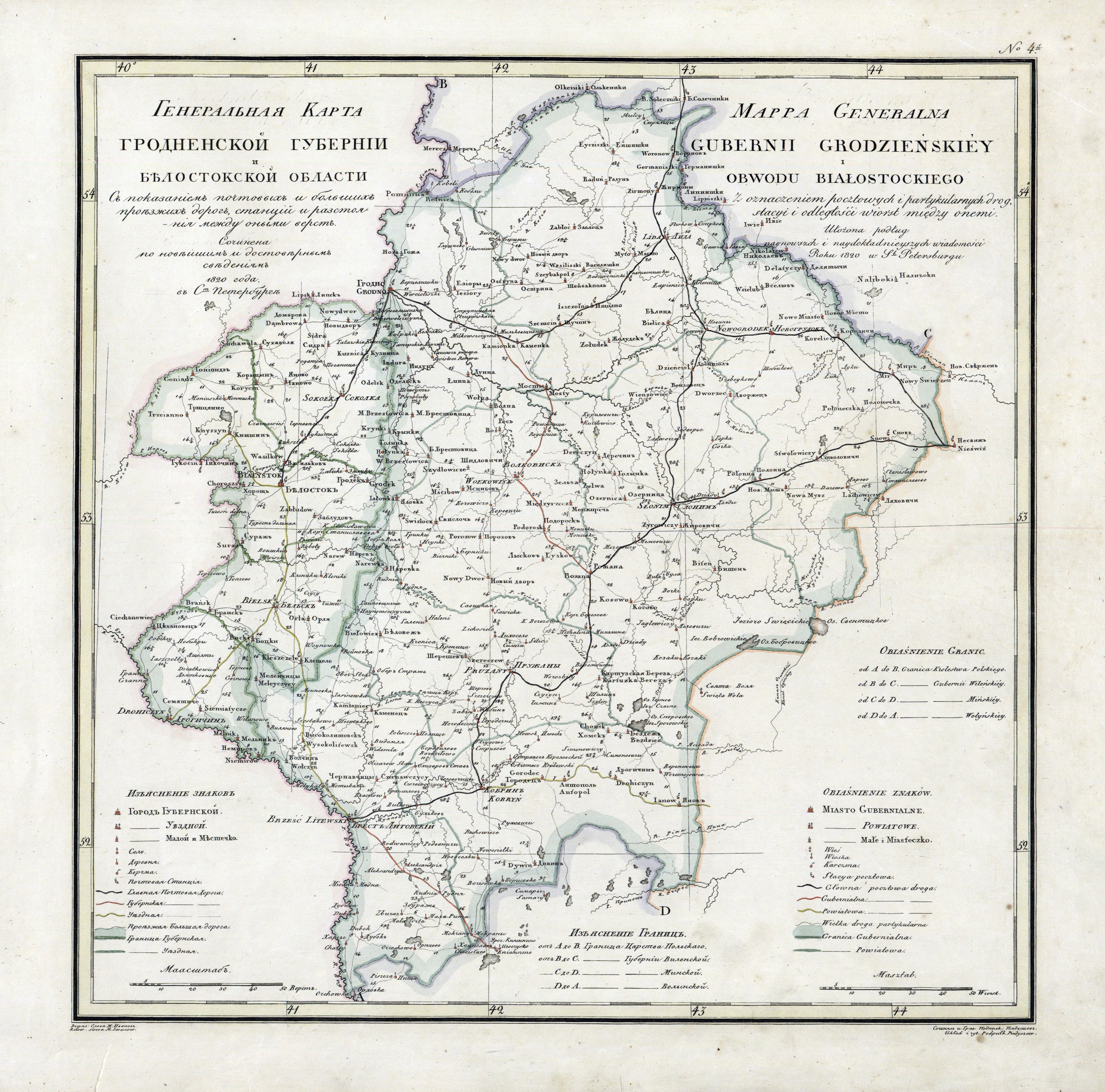
Mappa generalna gubernii grodzieńskiey i obwodu białostockiego, Petersburg 1820, Gubernia grodzieńska i obwód białostocki

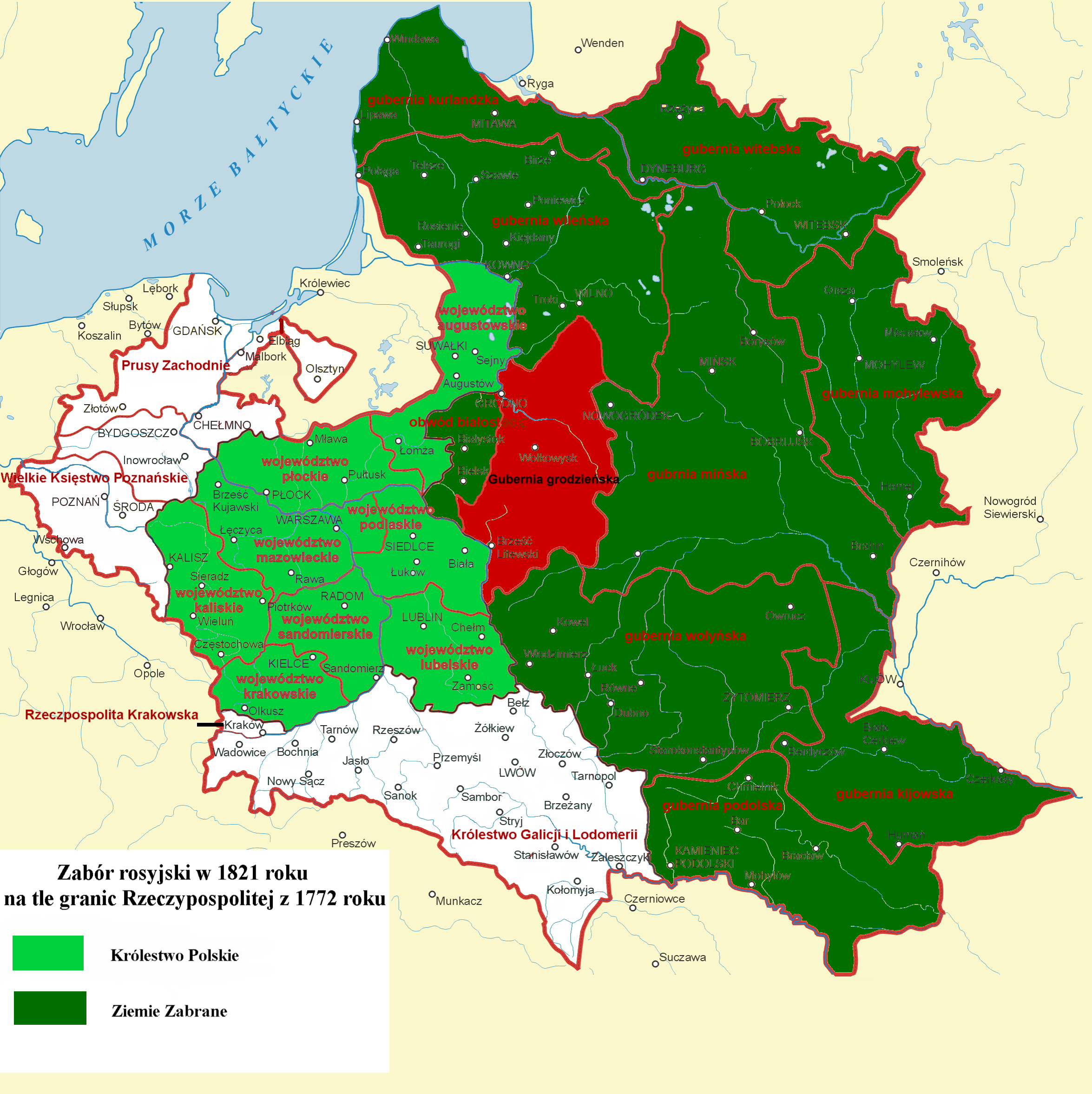
Gubernia grodzieńska w 1821 roku na tle ziem zaboru rosyjskiego

Gubernia grodzieńska (ros. Гродненская губерния; biał. Гродзенская губерня lub Гарадзенская губэрня; lit. Gardino gubernija) – jedna z guberni Imperium Rosyjskiego w latach 1801–1915 (część Kraju Północno-Zachodniego), utworzona na historycznej Grodzieńszczyznie, ziemiach zabranych I Rzeczypospolitej.

## Historia
W 1796 roku powstała gubernia słonimska, która 12 grudnia 1796 została połączona z gubernia wileńską w gubernię litewską. Odtworzona ją ponownie w 1801 roku jako gubernia grodzieńska. Od 1819 roku gubernia grodzieńska pozostawała pod naczelnym zarządem administracyjnym wielkiego księcia Konstantego. W 1842 roku do guberni grodzieńskiej włączono tereny zlikwidowanego obwodu białostockiego.
W 1891 ludność guberni liczyła 1 509 728 mieszkańców. Po wybuchu I wojny światowej od 1915 pod okupacją niemiecką, w składzie Ober-Ostu. W 1919 początkowo pod administracją marionetkowej Litewsko-Białoruskiej Socjalistycznej Republiki Rad, następnie po ofensywie Wojska Polskiego w kwietniu 1919 pod administracją polską w formie Zarządu Cywilnego Ziem Wschodnich. Po wojnie polsko-bolszewickiej teren guberni wszedł po traktacie ryskim w całości w skład II Rzeczypospolitej. Został wówczas podzielony między województwo białostockie, województwo poleskie i nowogródzkie.  Po agresji sowieckiej na Polskę w 1939 jej byłe terytorium anektowane przez ZSRR zostało włączone do Białoruskiej SRR (w 1940 okręg Druskienik przekazano Litewskiej SRR).
Po wybuchu wojny niemiecko-sowieckiej jej byłe terytorium podzielono między obwód białostocki, włączony do III Rzeszy a Komisariaty Rzeszy Białoruś i Ukraina. 16 sierpnia 1945 część b. guberni na zachód od tzw. Linii Curzona znalazła się w granicach PRL, część na wschód od tej linii po stronie sowieckiej, w granicach Białoruskiej SRR i Litewskiej SRR.

## Podział administracyjny
Początkowo w skład guberni wchodziło 8 ujezdów (powiatów), a od 1843 było ich 9:
- białostocki
- bielski (z włączonym doń w 1843 powiatem drohiczyńskim)
- brzeski
- grodzieński
- kobryński
- prużański
- słonimski
- sokólski
- wołkowyski

## Oświata
Według spisu z 1897 roku, w guberni umiejętność czytania i pisania posiadało 39% ludności powyżej 9 roku życia.

## Ludność według rosyjskiego spisu z 1897 roku
Według rosyjskiego spisu ludności z 1897 roku Gubernię zamieszkiwało 1 603 409 osób, podział etniczny populacji przedstawiał się następująco:
- Rosjanie (w spisie jako Rosjan określano także Ukraińców i Białorusinów) – 1 141 714 (71,1%) w tym:
  - Białorusini – 705 045 (43,9%)
- Żydzi – 278 542 (17,3%)
- Polacy – 161 662 (10,1%)
- Inni – 21 491 (1,6%)

## Największe miasta
Największe miasta na podstawie danych z carskiego spisu powszechnego z 1897 roku oraz porównanie przynależności administracyjnej przed rozbiorami Polski oraz przynależności państwowej w międzywojniu i współcześnie:

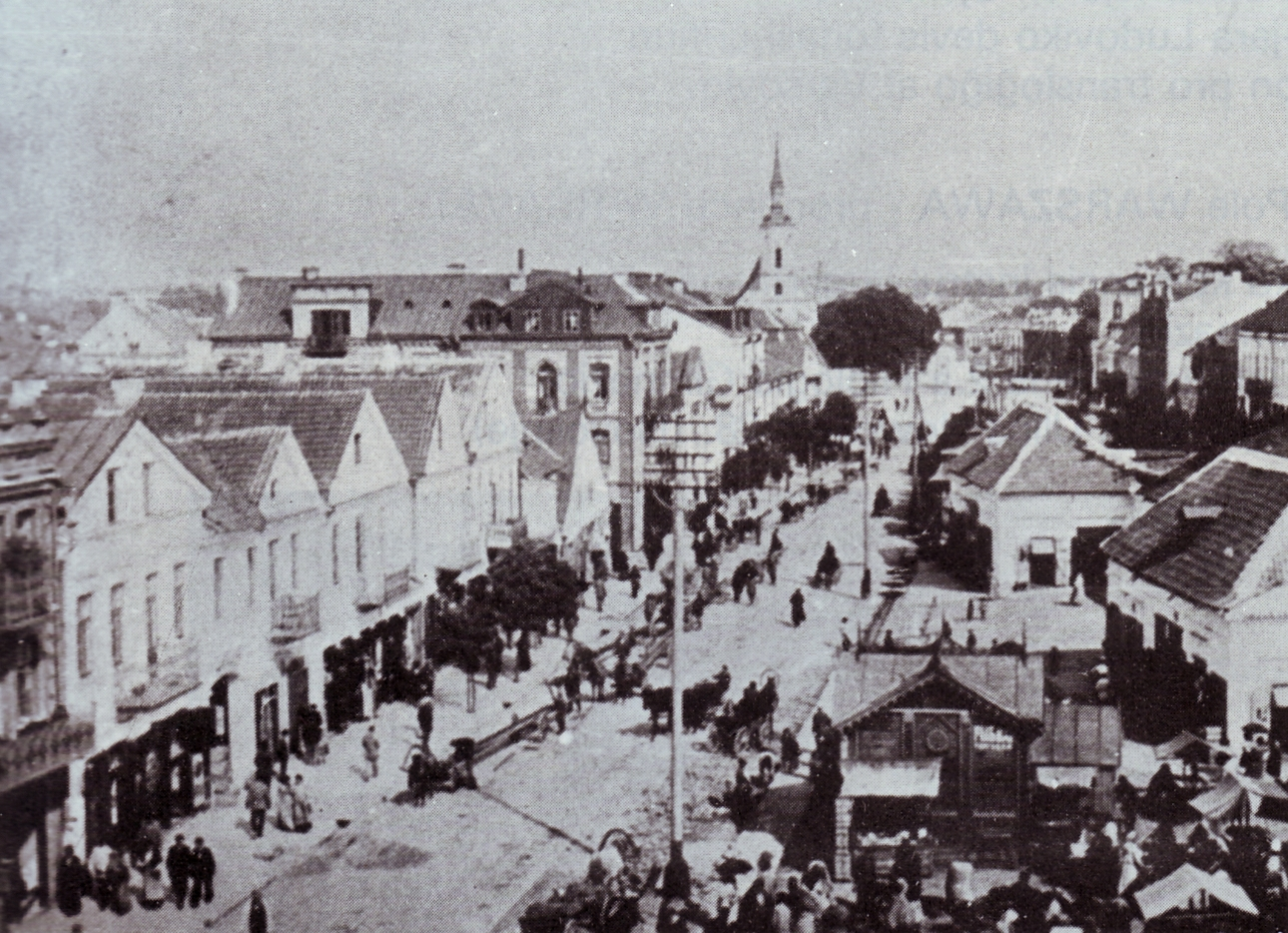
Białystok, ok. 1900

|     | miasto    | populacja | województwo (1771) | 1930 | 2016     |
| --- | --------- | --------- | ------------------ | ---- | -------- |
| 1.  | Białystok | 66 032    | podlaskie          |      | Polska   |
| 2.  | Grodno    | 46 919    | trockie            |      | Białoruś |
| 3.  | Brześć    | 46 568    | brzeskolitewskie   |      | Białoruś |
| 4.  | Słonim    | 15 863    | nowogródzkie       |      | Białoruś |
| 5.  | Kobryń    | 10 408    | brzeskolitewskie   |      | Białoruś |
| 6.  | Wołkowysk | 10 323    | nowogródzkie       |      | Białoruś |
| 7.  | Prużana   | 7633      | brzeskolitewskie   |      | Białoruś |
| 8.  | Sokółka   | 7598      | trockie            |      | Polska   |
| 9.  | Bielsk    | 7464      | podlaskie          |      | Polska   |
| 10. | Brańsk    | 4087      | podlaskie          |      | Polska   |